# Verdy Kawasaki 1993
Questa voce raccoglie le informazioni riguardanti il Verdy Kawasaki nelle competizioni ufficiali della stagione 1993.

## Stagione
Il primo impegno stagionale del Verdy Kawasaki (che nel precampionato aveva subito un avvicendamento alla guida tecnica, con Pepe rilevato da Yasutarō Matsuki) fu il match che, il 15 maggio 1993, aprì ufficialmente la stagione d'esordio della J. League. Opposto a quegli Yokohama Marinos con cui nelle stagioni precedenti competé per la vittoria finale, il Verdy Kawasaki rimediò una sconfitta cui, dopo quattro giorni, ne seguì una seconda contro il JEF United. Dopo la prima vittoria stagionale, rimediata in casa del Sanfrecce Hiroshima il 22 maggio, il Verdy Kawasaki fu autore di alcune prestazioni altalenanti; la sconfitta per 3-2 rimediata il 23 giugno contro un Kashima Antlers lanciato verso il primo posto compromise definitivamente le ambizioni della squadra di concludere in vetta la prima fase. Vincendo le cinque gare la squadra concluderà infatti la Suntory Series al secondo posto, distanziato dal Kashima Antlers a causa di una sconfitta in più.
Nella NICOS Series la squadra, che aveva operato una serie di rettifiche alla rosa, dopo la sconfitta d'esordio contro gli Yokohama Marinos, ingranò la marcia giusta e iniziò un duello in vetta con lo Shimizu S-Pulse. Sconfitto ai rigori nello scontro diretto del 28 agosto, il Verdy Kawasaki vincerà tutte le gare restanti piazzando il sorpasso definitivo a quattro gare dal termine, ottenendo con un turno di anticipo la qualificazione alla finale. Nel frattempo la squadra aveva già intascato il primo trofeo stagionale vincendo per il secondo anno consecutivo la Coppa Yamazaki Nabisco: dopo aver perso le prime due gare del girone preliminare, il Verdy Kawasaki riprese quota e ottenne la qualificazione alle semifinali, dove sconfisse ai tempi supplementari lo Yokohama Flügels. La finale del torneo, giocata il 23 novembre, vide il Verdy Kawasaki opposto allo Shimizu S-Pulse, regolato per 2-1 dopo che gli avversari erano passati per primi in vantaggio.
Nel mese di dicembre il Verdy Kawasaki giocò in Coppa dell'Imperatore dove, dopo aver passato agevolmente i primi due turni, incontrò ai quarti di finale i futuri vincitori dello Yokohama Flügels, i quali sconfissero la squadra per 2-1 impedendole di proseguire nella competizione. Con l'inizio del 1994 il Verdy Kawasaki fu impegnato nel Suntory Championship, che vide la squadra opposta al Kashima Antlers in due match che avevano in palio il titolo di campione del Giappone. Il 2-0 conseguito all'andata il 9 gennaio portò il Verdy Kawasaki a un passo dalla vittoria finale, suggellata una settimana dopo grazie a un pareggio per 1-1 al termine di un incontro che aveva visto gli avversari premere sino all'espulsione di Zico a pochi minuti dal termine. Al termine della stagione il Verdy Kawasaki disputò la fase finale del campionato d'Asia per club, a cui era acceduto sconfiggendo l'Eastern nel primo turno disputato a ottobre: con due vittorie nel mini-girone con Oman Club e Al-Ansar il Verdy Kawasaki ottenne l'accesso alle semifinali contro il Thai Farmers Bank, uscito vincitore al termine di una gara protrattasi sino ai rigori dopo che il risultato per 1-1 non subì mutazioni durante i supplementari. La squadra si qualificò pertanto alla finale per il terzo posto dove ottenne la posta piena sconfiggendo i campioni cinesi del Liaoning.

## Maglie e sponsor
Le divise impiegate per il campionato sono prodotte dalla Mizuno, mentre quelle per la coppa nazionale della Puma. Sulla parte anteriore e posteriore della maglia vi è lo sponsor Coca Cola, mentre sulle maniche vi è il logo di McDonald's.
| Manica sinistra · Manica sinistra · Maglietta · Maglietta · Manica destra · Manica destra · Pantaloncini · Calzettoni | Manica sinistra · Manica sinistra · Maglietta · Maglietta · Manica destra · Manica destra · Pantaloncini · Calzettoni |  |

## Rosa
| N. |                        | Ruolo | Calciatore        |
| -- | ---------------------- | ----- | ----------------- |
|    | Giappone (bandiera)    | P     | Shinkichi Kikuchi |
|    | Giappone (bandiera)    | P     | Takayuki Fujikawa |
|    | Giappone (bandiera)    | P     | Yūji Keigoshi     |
|    | Giappone (bandiera)    | P     | Hiroki Koike      |
|    | Giappone (bandiera)    | P     | Manabu Konno      |
|    | Giappone (bandiera)    | D     | Tatsuya Murata    |
|    | Brasile (bandiera)     | D     | Pereira           |
|    | Giappone (bandiera)    | D     | Yoshiyuki Katō    |
|    | Giappone (bandiera)    | D     | Shun Suzuki       |
|    | Giappone (bandiera)    | D     | Junji Nishizawa   |
|    | Giappone (bandiera)    | D     | Hisashi Katō      |
|    | Giappone (bandiera)    | D     | Satoshi Tsunami   |
|    | Giappone (bandiera)    | D     | Tadashi Nakamura  |
|    | Giappone (bandiera)    | D     | Koichi Togashi    |
|    | Brasile (bandiera)     | D     | Juninho Fonseca   |
|    | Giappone (bandiera)    | D     | Hirokazu Sasaki   |
|    | Giappone (bandiera)    | D     | Keizo Adachi      |
|    | Paesi Bassi (bandiera) | D     | Eric van Rossum   |
|    | Giappone (bandiera)    | D     | Kō Ishikawa       |
|    | Giappone (bandiera)    | D     | Naoto Tomaru      |
|    | Giappone (bandiera)    | D     | Tomohiro Hasumi   |
|    | Giappone (bandiera)    | C     | Tsuyoshi Kitazawa |
|    | Giappone (bandiera)    | C     | Shirō Kikuhara    |
|    | Giappone (bandiera)    | C     | Ryuichi Yoneyama  |
|    | Giappone (bandiera)    | C     | Tomohiro Hasumi   |

| N. |                          | Ruolo | Calciatore             |
| -- | ------------------------ | ----- | ---------------------- |
|    | Giappone (bandiera)      | C     | Tetsuji Hashiratani    |
|    | Giappone (bandiera)      | C     | Hideki Nagai           |
|    | Giappone (bandiera)      | C     | Kōji Seki              |
|    | Giappone (bandiera)      | C     | Shinji Ono             |
|    | Paesi Bassi (bandiera)   | C     | Gène Hanssen           |
|    | Giappone (bandiera)      | C     | Keiji Ishizuka         |
|    | Giappone (bandiera)      | C     | Ruy Ramos              |
|    | Brasile (bandiera)       | C     | Bismarck Barreto Faria |
|    | Giappone (bandiera)      | C     | Nobuyuki Hosaka        |
|    | Giappone (bandiera)      | C     | Junichi Watanabe       |
|    | Giappone (bandiera)      | C     | Takayuki Yamaguchi     |
|    | Brasile (bandiera)       | C     | Paulo Rodrigues Bulk   |
|    | Paesi Bassi (bandiera)   | A     | Hennie Meijer          |
|    | Giappone (bandiera)      | A     | Tetsuya Totsuka        |
|    | Giappone (bandiera)      | A     | Nobuhiro Takeda        |
|    | Giappone (bandiera)      | A     | Kazuyoshi Miura        |
|    | Giappone (bandiera)      | A     | Shinji Fujiyoshi       |
|    | Giappone (bandiera)      | A     | Masahiro Sukigara      |
|    | Giappone (bandiera)      | A     | Yoshinori Abe          |
|    | Corea del Sud (bandiera) | A     | Kim San-Jun            |
|    | Giappone (bandiera)      | A     | Haruo Hiroyama         |
|    | Giappone (bandiera)      | A     | Tsuyoshi Yamamoto      |
|    | Giappone (bandiera)      | A     | Toshimi Kikuchi        |
|    | Giappone (bandiera)      | A     | Kazuo Ozaki            |

## Calciomercato

### Precampionato
| Acquisti | Acquisti        | Acquisti       | Acquisti |
| R.       | Nome            | da             | Modalità |
| -------- | --------------- | -------------- | -------- |
| P        | Yūji Keigoshi   | Gamba Osaka    |          |
| D        | Shun Suzuki     | Yomiuri Junior |          |
| D        | Junji Nishizawa | Yomiuri Junior |          |
| C        | Shingi Ono      | Yomiuri Junior |          |
| C        | Keiji Ishizuka  |                |          |
| A        | Kim San-Jun     |                |          |
| A        | Kazuo Ozaki     | Urawa Reds     |          |

| Cessioni | Cessioni        | Cessioni   | Cessioni |
| R.       | Nome            | a          | Modalità |
| -------- | --------------- | ---------- | -------- |
| P        | Koji Arimoto    |            |          |
| D        | Davi            | América-SP |          |
| D        | Koji Arimoto    |            |          |
| D        | Nobuyuki Arai   |            |          |
| C        | Keiji Takao     |            |          |
| C        | Osamu Takada    |            |          |
| A        | Kazuyoshi Seki  |            |          |
| A        | Osamu Shinohara |            |          |
| A        | Ferreira        |            |          |

### Durante la stagione
| Acquisti | Acquisti             | Acquisti      | Acquisti |
| R.       | Nome                 | da            | Modalità |
| -------- | -------------------- | ------------- | -------- |
| D        | Gène Hanssen         | Roda JC       |          |
| D        | Keizo Adachi         |               |          |
| D        | Eric van Rossum      | Plymouth      |          |
| C        | Bismarck             | Vasco da Gama |          |
| C        | Paulo Rodrigues Bulk | Botafogo      |          |
| A        | Hennie Meijer        | Groningen     |          |

| Cessioni | Cessioni      | Cessioni        | Cessioni    |
| R.       | Nome          | a               | Modalità    |
| -------- | ------------- | --------------- | ----------- |
| D        | Hisashi Katō  | Shimizu S-Pulse |             |
| D        | Gène Hanssen  | VVV-Venlo       | rescissione |
| A        | Hennie Meijer | Cambuur         |             |

## Risultati

### J. League

#### Suntory Series
| Tokyo 15 maggio 1993 | Verdy Kawasaki | 1 – 2 | Yokohama Marinos | National Stadium |

| Tokyo 19 maggio 1993 | JEF United | 2 – 1 | Verdy Kawasaki | National Stadium |

| Hiroshima 19 maggio 1993 | Sanfrecce | 1 – 2 | Verdy Kawasaki | Hiroshima Big Arch |

| Kawasaki 15 maggio 1993 | Verdy Kawasaki | 1 – 0 (d.t.s.) | Kashima Antlers | Todoroki Athletics Stadium |

| Saitama 29 maggio 1993                       | Urawa Reds           | 1 – 1 (d.t.s.) | Verdy Kawasaki | Urawa Kormaba Stadium |
| \| \| \| \| \| \| Tiri di rigore 4 – 2 \| \| |                      |                |                |                       |
|                                              |                      |                |                |                       |
|                                              | Tiri di rigore 4 – 2 |                |                |                       |

| Shizuoka 2 giugno 1993 | Shimizu S-Pulse | 2 – 4 | Verdy Kawasaki | Kusanagi Athletic Stadium |

| Tokyo 5 giugno 1993                          | Verdy Kawasaki       | 1 – 1 (d.t.s.) | Yokohama Flügels | National Stadium |
| \| \| \| \| \| \| Tiri di rigore 5 – 4 \| \| |                      |                |                  |                  |
|                                              |                      |                |                  |                  |
|                                              | Tiri di rigore 5 – 4 |                |                  |                  |

| Tokyo 9 giugno 1993 | Nagoya Grampus E. | 3 – 1 | Verdy Kawasaki | National Stadium |

| Kawasaki 12 giugno 1993 | Verdy Kawasaki | 1 – 0 (d.t.s.) | Gamba Osaka | Todoroki Athletics Stadium |

| Kawasaki 16 giugno 1993 | Verdy Kawasaki | 1 – 0 (d.t.s.) | JEF United | Todoroki Athletics Stadium |

| Tokyo 19 giugno 1993 | Yokohama Marinos | 2 – 0 | Verdy Kawasaki | National Stadium |

| Kashima 23 giugno 1993 | Kashima Antlers | 3 – 2 | Verdy Kawasaki | Kashima Soccer Stadium |

| Kawasaki 26 giugno 1993 | Verdy Kawasaki | 1 – 0 | Urawa Reds | Todoroki Athletics Stadium |

| Tokyo 30 giugno 1993                         | Verdy Kawasaki       | 1 – 1 (d.t.s.) | Shimizu S-Pulse | National Stadium |
| \| \| \| \| \| \| Tiri di rigore 4 – 2 \| \| |                      |                |                 |                  |
|                                              |                      |                |                 |                  |
|                                              | Tiri di rigore 4 – 2 |                |                 |                  |

| Nagasaki 3 luglio 1993                       | Yokohama Flügels     | 0 – 0 (d.t.s.) | Verdy Kawasaki | Nagasaki Athletics Stadium |
| \| \| \| \| \| \| Tiri di rigore 1 – 3 \| \| |                      |                |                |                            |
|                                              |                      |                |                |                            |
|                                              | Tiri di rigore 1 – 3 |                |                |                            |

| Kawasaki 7 luglio 1993 | Verdy Kawasaki | 5 – 0 | Nagoya Grampus E. | Todoroki Athletics Stadium |

| Osaka 10 luglio 1993 | Gamba Osaka | 2 – 3 | Verdy Kawasaki | Osaka Expo '70 Stadium |

| Kawasaki 10 luglio 1993 | Verdy Kawasaki | 2 – 0 | Sanfrecce | Todoroki Athletics Stadium |

#### NICOS Series
| Yokohama 24 luglio 1993 | Yokohama Marinos | 3 – 0 | Verdy Kawasaki | Mitsuzawa Stadium |

| Fukuoka 31 luglio 1993 | Gamba Osaka | 2 – 0 | Verdy Kawasaki | Hakatanomori Athletic Stadium |

| Kawasaki 4 agosto 1993 | Verdy Kawasaki | 2 – 1 | Kashima Antlers | Todoroki Athletics Stadium |

| Sapporo 7 agosto 1993 | Verdy Kawasaki | 2 – 1 | JEF United | Sapporo Atsubetsu Park Stadium |

| Kawasaki 14 agosto 1993 | Verdy Kawasaki | 3 – 0 | Sanfrecce | Todoroki Athletics Stadium |

| Tokyo 19 agosto 1993 | Verdy Kawasaki | 3 – 1 | Nagoya Grampus E. | National Stadium |

| Tokyo 25 agosto 1993 | Yokohama Flügels | 0 – 1 | Verdy Kawasaki | National Stadium |

| Morioka 28 agosto 1993                       | Verdy Kawasaki       | 1 – 1 (d.t.s.) | Shimizu S-Pulse | Iwate Athletic Stadium |
| \| \| \| \| \| \| Tiri di rigore 2 – 3 \| \| |                      |                |                 |                        |
|                                              |                      |                |                 |                        |
|                                              | Tiri di rigore 2 – 3 |                |                 |                        |

| Saitama 3 settembre 1993 | Urawa Reds | 0 – 6 | Verdy Kawasaki | Urawa Komaba Stadium |

| Kobe 6 novembre 1993 | Gamba Osaka | 0 – 4 | Verdy Kawasaki | Kobe Universiade Memorial Stadium |

| Tokyo 10 novembre 1993 | Verdy Kawasaki | 1 – 0 (d.t.s.) | Yokohama Marinos | National Stadium |

| Sendai 13 novembre 1993 | JEF United | 1 – 4 | Verdy Kawasaki | Miyagi Athletic Stadium |

| Hiroshima 17 novembre 1993 | Sanfrecce | 1 – 3 | Verdy Kawasaki | Hiroshima Big Arch |

| Gifu 20 novembre 1993 | Nagoya Grampus E. | 1 – 2 | Verdy Kawasaki | Gifu Nagaragawa Stadium |

| Tokyo 27 novembre 1993 | Verdy Kawasaki | 3 – 0 | Yokohama Flügels | Todoroki Athletics Stadium |

| Tokyo 1º dicembre 1993 | Shimizu S-Pulse | 0 – 1 | Verdy Kawasaki | National Stadium |

| Tokyo 8 dicembre 1993 | Verdy Kawasaki | 4 – 0 | Urawa Reds | National Stadium |

| Kashima 15 dicembre 1993 | Kashima Antlers | 1 – 2 | Verdy Kawasaki | Kashima Soccer Stadium |

#### J. League Championship
| Tokyo 9 gennaio 1994 | Kashima Antlers | 0 – 2 | Verdy Kawasaki | National Stadium |

| Tokyo 16 gennaio 1994 | Verdy Kawasaki | 1 – 1 | Kashima Antlers | National Stadium |

### Coppa dell'Imperatore
| Amagasaki 5 dicembre 1993 | Hokkaido Electric Power | 0 – 5 | Verdy Kawasaki | Amagasaki Memorial Park Stadium |

| Oita 11 dicembre 1993 | Cosmo Oil | 0 – 2 | Verdy Kawasaki | Oita Athletic Stadium |

| Fukuoka 19 dicembre 1993 | Yokohama Flügels | 2 – 1 | Verdy Kawasaki | Hakatanomori Athletic Stadium |

### Coppa Yamazaki Nabisco
| Kawasaki 11 settembre 1993                   | Verdy Kawasaki       | 1 – 1 (d.t.s.) | Kashima Antlers | Todoroki Athletic Stadium |
| \| \| \| \| \| \| Tiri di rigore 2 – 4 \| \| |                      |                |                 |                           |
|                                              |                      |                |                 |                           |
|                                              | Tiri di rigore 2 – 4 |                |                 |                           |

| Niigata 15 settembre 1993 | JEF United | 5 – 0 | Verdy Kawasaki | Niigata City Athletic Stadium |

| Tokyo 18 settembre 1993 | Verdy Kawasaki | 5 – 1 | Gamba Osaka | National Stadium |

| Hiroshima 25 settembre 1993                  | Sanfrecce            | 0 – 0 (d.t.s.) | Verdy Kawasaki | Hiroshima Big Arch |
| \| \| \| \| \| \| Tiri di rigore 1 – 4 \| \| |                      |                |                |                    |
|                                              |                      |                |                |                    |
|                                              | Tiri di rigore 1 – 4 |                |                |                    |

| Tokyo 2 ottobre 1993 | Verdy Kawasaki | 5 – 1 | Kashiwa Reysol | Todoroki Athletics Stadium |

| Hiratsuka 9 ottobre 1993 | Shonan Bellmare | 2 – 5 | Verdy Kawasaki | Hiratsuka Athletics Stadium |

| Tokyo 23 ottobre 1993 | Verdy Kawasaki | 2 – 1 (d.t.s.) | Yokohama Flügels | National Stadium |

| Tokyo 23 novembre 1993 | Verdy Kawasaki | 2 – 1 | Shimizu S-Pulse | National Stadium |

### J. League
| Hong Kong 17 ottobre 1993 | Eastern | 1 – 0 | Verdy Kawasaki |  |

| Tokyo 27 ottobre 1993 | Verdy Kawasaki | 3 – 1 | Eastern |  |

| Bangkok 1º febbraio 1994 | Verdy Kawasaki | 1 – 0 | Oman Club |  |

| Bangkok 3 febbraio 1994 | Verdy Kawasaki | 2 – 0 | Al-Ansar |  |

| Bangkok 5 febbraio 1994 | Verdy Kawasaki | 1 – 3 (d.t.s.) | Thai Farmers Bank |  |

| Bangkok 7 febbraio 1994 | Verdy Kawasaki | 4 – 1 | Liaoning |  |

## Statistiche

### Statistiche di squadra
| Competizione          | Punti | Totale | Totale | Totale | Totale | Totale | Totale | DR  |
| Competizione          | Punti | G      | V      | N      | P      | Gf     | Gs     | DR  |
| --------------------- | ----- | ------ | ------ | ------ | ------ | ------ | ------ | --- |
| J. League             | -     | 36+2   | 28+1   | 0+1    | 8      | 69+3   | 28+1   |     |
| Coppa dell'Imperatore | -     | 3      | 2      | -      | 1      | 8      | 2      | +6  |
| J. League Cup         | -     | 8      | 6      | -      | 2      | 17     | 11     | +6  |
| Campionato d'Asia     | -     | 6      | 4      | -      | 2      | 13     | 4      | +9  |
| Totale                | -     | 55     | 41     | 1      | 13     | 110    | 46     | +64 |

### Statistiche dei giocatori
| Giocatore      | J. League | J. League | J. League   | J. League  | Coppa dell'Imperatore | Coppa dell'Imperatore | Coppa dell'Imperatore | Coppa dell'Imperatore | Nabisco Cup | Nabisco Cup | Nabisco Cup | Nabisco Cup | Campionato d'Asia | Campionato d'Asia | Campionato d'Asia | Campionato d'Asia | Totale   | Totale | Totale      | Totale     |
| Giocatore      | Presenze  | Reti      | Ammonizioni | Espulsioni | Presenze              | Reti                  | Ammonizioni           | Espulsioni            | Presenze    | Reti        | Ammonizioni | Espulsioni  | Presenze          | Reti              | Ammonizioni       | Espulsioni        | Presenze | Reti   | Ammonizioni | Espulsioni |
| -------------- | --------- | --------- | ----------- | ---------- | --------------------- | --------------------- | --------------------- | --------------------- | ----------- | ----------- | ----------- | ----------- | ----------------- | ----------------- | ----------------- | ----------------- | -------- | ------ | ----------- | ---------- |
| Y. Abe         | 8         | 0         | 0           | 0          | 3                     | 0                     | 0                     | 0                     | 6           | 1           | 0           | 0           | ?                 | ?                 | ?                 | ?                 | 17+      | 1+     | 0+          | 0+         |
| Bismarck       | 17+2      | 6+1       | 0           | 0          | 3                     | 2                     | 0                     | 0                     | 7           | 6           | 0           | 0           | ?                 | ?                 | ?                 | ?                 | 29+      | 15+    | 0+          | 0+         |
| T. Fujikawa    | 9         | 0         | 0           | 0          | 0                     | 0                     | 0                     | 0                     | 0           | 0           | 0           | 0           | ?                 | ?                 | ?                 | ?                 | 9+       | 0+     | 0+          | 0+         |
| S. Fujiyoshi   | 6         | 1         | 0           | 0          | 2                     | 0                     | 0                     | 0                     | 8           | 4           | 0           | 0           | ?                 | ?                 | ?                 | ?                 | 16+      | 5+     | 0+          | 0+         |
| G. Hanssen     | 18        | 3         | 0           | 0          | 0                     | 0                     | 0                     | 0                     | 0           | 0           | 0           | 0           | ?                 | ?                 | ?                 | ?                 | 18+      | 3+     | 0+          | 0+         |
| T. Hashiratani | 31+2      | 3         | 0           | 0          | 2                     | 0                     | 0                     | 0                     | 1           | 0           | 0           | 0           | ?                 | ?                 | ?                 | ?                 | 36+      | 3+     | 0+          | 0+         |
| H. Kato        | 1         | 0         | 0           | 0          | 0                     | 0                     | 0                     | 0                     | 0           | 0           | 0           | 0           | ?                 | ?                 | ?                 | ?                 | 1+       | 0+     | 0+          | 0+         |
| Y. Kato        | 7         | 1         | 0           | 0          | 1                     | 0                     | 0                     | 0                     | 7           | 1           | 0           | 0           | ?                 | ?                 | ?                 | ?                 | 15+      | 2+     | 0+          | 0+         |
| M. Kawamoto    | 13+1      | 0         | 0           | 0          | 2                     | 0                     | 0                     | 0                     | 4           | 0           | 0           | 0           | ?                 | ?                 | ?                 | ?                 | 20+      | 0+     | 0+          | 0+         |
| Y. Keigoshi    | 1         | 0         | 0           | 0          | 0                     | 0                     | 0                     | 0                     | 0           | 0           | 0           | 0           | ?                 | ?                 | ?                 | ?                 | 1+       | 0+     | 0+          | 0+         |
| S. Kikuchi     | 28+2      | 0         | 0           | 0          | 3                     | 0                     | 0                     | 0                     | 8           | 0           | 0           | 0           | ?                 | ?                 | ?                 | ?                 | 41+      | 0+     | 0+          | 0+         |
| S. Kikuhara    | 6         | 0         | 0           | 0          | 2                     | 0                     | 0                     | 0                     | 6           | 0           | 0           | 0           | ?                 | ?                 | ?                 | ?                 | 14+      | 0+     | 0+          | 0+         |
| T. Kitazawa    | 35+2      | 6         | 0           | 0          | 3                     | 2                     | 0                     | 0                     | 1           | 1           | 0           | 0           | ?                 | ?                 | ?                 | ?                 | 41+      | 9+     | 0+          | 0+         |
| K. Ishikawa    | 22+2      | 1         | 0           | 0          | 2                     | 0                     | 0                     | 0                     | 7           | 0           | 0           | 0           | ?                 | ?                 | ?                 | ?                 | 33+      | 1+     | 0+          | 0+         |
| K. Ishizuka    | 0         | 0         | 0           | 0          | 0                     | 0                     | 0                     | 0                     | 1           | 0           | 0           | 0           | ?                 | ?                 | ?                 | ?                 | 1+       | 0+     | 0+          | 0+         |
| H. Meijer      | 11        | 2         | 0           | 0          | 0                     | 0                     | 0                     | 0                     | 0           | 0           | 0           | 0           | ?                 | ?                 | ?                 | ?                 | 11+      | 2+     | 0+          | 0+         |
| K. Miura       | 36+2      | 20+2      | 0           | 0          | 3                     | 3                     | 0                     | 0                     | 1           | 0           | 0           | 0           | ?                 | ?                 | ?                 | ?                 | 42+      | 25+    | 0+          | 0+         |
| H. Nagai       | 20        | 3         | 0           | 0          | 0                     | 0                     | 0                     | 0                     | 7           | 3           | 0           | 0           | ?                 | ?                 | ?                 | ?                 | 27+      | 6+     | 0+          | 0+         |
| T. Nakamura    | 34+1      | 2         | 0           | 0          | 2                     | 0                     | 0                     | 0                     | 7           | 0           | 0           | 0           | ?                 | ?                 | ?                 | ?                 | 44+      | 2+     | 0+          | 0+         |
| K. Ozaki       | 1         | 0         | 0           | 0          | 0                     | 0                     | 0                     | 0                     | 0           | 0           | 0           | 0           | ?                 | ?                 | ?                 | ?                 | 1+       | 0+     | 0+          | 0+         |
| Paulo          | 0+2       | 0         | 0           | 0          | 0                     | 0                     | 0                     | 0                     | 0           | 0           | 0           | 0           | ?                 | ?                 | ?                 | ?                 | 2+       | 0+     | 0+          | 0+         |
| Pereira        | 32+2      | 1         | 0           | 0          | 3                     | 1                     | 0                     | 0                     | 7           | 0           | 0           | 0           | ?                 | ?                 | ?                 | ?                 | 44+      | 2+     | 0+          | 0+         |
| R. Ramos       | 30+2      | 4         | 0           | 0          | 1                     | 0                     | 0                     | 0                     | 1           | 0           | 0           | 0           | ?                 | ?                 | ?                 | ?                 | 34+      | 4+     | 0+          | 0+         |
| H. Sasaki      | 7         | 0         | 0           | 0          | 0                     | 0                     | 0                     | 0                     | 0           | 0           | 0           | 0           | ?                 | ?                 | ?                 | ?                 | 7+       | 0+     | 0+          | 0+         |
| M. Sukigara    | 0         | 0         | 0           | 0          | 0                     | 0                     | 0                     | 0                     | 3           | 0           | 0           | 0           | ?                 | ?                 | ?                 | ?                 | 3+       | 0+     | 0+          | 0+         |
| N. Takeda      | 36+2      | 17        | 0           | 0          | 3                     | 0                     | 0                     | 0                     | 1           | 0           | 0           | 0           | ?                 | ?                 | ?                 | ?                 | 42+      | 17+    | 0+          | 0+         |
| K. Togashi     | 2         | 0         | 0           | 0          | 0                     | 0                     | 0                     | 0                     | 4           | 0           | 0           | 0           | ?                 | ?                 | ?                 | ?                 | 6+       | 0+     | 0+          | 0+         |
| T. Totsuka     | 10        | 1         | 0           | 0          | 1                     | 0                     | 0                     | 0                     | 6           | 1           | 0           | 0           | ?                 | ?                 | ?                 | ?                 | 17+      | 2+     | 0+          | 0+         |
| S. Tsunami     | 5         | 0         | 0           | 0          | 0                     | 0                     | 0                     | 0                     | 0           | 0           | 0           | 0           | ?                 | ?                 | ?                 | ?                 | 5+       | 0+     | 0+          | 0+         |
| E. van Rossum  | 17        | 0         | 0           | 0          | 3                     | 0                     | 0                     | 0                     | 8           | 0           | 0           | 0           | ?                 | ?                 | ?                 | ?                 | 28+      | 0+     | 0+          | 0+         |
| T. Yamaguchi   | 0         | 0         | 0           | 0          | 0                     | 0                     | 0                     | 0                     | 1           | 0           | 0           | 0           | ?                 | ?                 | ?                 | ?                 | 1+       | 0+     | 0+          | 0+         |